# آلکساندر شممان
آلکساندر شممان (روسی: Александр Дмитриевич Шмеман؛ ۱۳ سپتامبر ۱۹۲۱ – ۱۳ دسامبر ۱۹۸۳) متخصص الهیات کلیسای ارتدکس شرقی و استاد دانشگاه اهل استونی بود.